# Ernst Bantle
Ernst Bantle (* 16. Februar 1901 in Freiburg im Breisgau; † 13. April 1978) war ein deutscher Fußballspieler.

## Karriere

### Vereine
Bantle trat dem amtierenden Badischen Meister Freiburger FC 1920 bei, nachdem seine Begeisterung für den Fußballsport durch Josef Glaser, seinem Professor an der Oberrealschule, geweckt wurde, der als Spieler des Freiburger FC 1907 Deutscher Meister wurde und fünf Länderspiele bestritt.
Bantle absolvierte seine ersten beiden Spielzeiten in der Kreisliga Südwest, ab der Saison 1922/23 in der Kreisliga Baden und von 1923 bis 1930 in der Bezirksliga Württemberg/Baden. Zum Titel reichte es jedoch nicht, lediglich fünf zweite Plätze (1921, 1924, 1925, 1929, 1930) wurden mit der Mannschaft errungen.

### Nationalmannschaft
Am 21. September 1924 debütierte er im 50. Länderspiel einer DFB-Elf im Duell mit der Nationalmannschaft Ungarns, das mit einer 1:4-Niederlage in Budapest endete. Weitere Berufungen blieben ihm verwehrt, da seine Fußballerkarriere hinter dem beruflichen Werdegang zurücktreten musste.

## Sonstiges
Zunächst war er wegen seines Nationalökonomie-Studiums von Freiburg nach Gießen gewechselt, nach dessen Abschluss kam er über Freudenstadt und Villingen nach Offenburg, wo er Direktor des Arbeitsamtes wurde. Am 30. Oktober 1937 beantragte er die Aufnahme in die NSDAP und wurde rückwirkend zum 1. Mai desselben Jahres aufgenommen (Mitgliedsnummer 5.057.172). Nach seiner Rückkehr nach Freiburg 1948 war er dort in gleicher Funktion tätig und engagierte sich zeitweise parallel im Vorstand seines ehemaligen Vereins Freiburger FC.
Sein Neffe Rudi Bantle spiele ebenfalls für den Freiburger FC, wo er später als Geschäftsführer tätig war.